# Genainville
Genainville ist eine französische Gemeinde mit 521 Einwohnern (Stand 1. Januar 2022) im Département Val-d’Oise in der Region Île-de-France. Die Bewohner nennen sich Genainvillois bzw. Genainvilloises.

## Geografie
Die Gemeinde Genainville befindet sich 50 Kilometer nordwestlich von Paris.
Nachbargemeinden von Genainville sind Omerville im Norden und Nordwesten, Hodent im Norden, Charmont im Nordosten, Maudétour-en-Vexin im Osten und Südosten, Villers-en-Arthies im Süden und im Südwesten und Chaussy im Westen.
Das Gemeindegebiet gehört zum Regionalen Naturpark Vexin français.

## Geschichte
Funde aus der Vorgeschichte bezeugen eine frühe Besiedlung. Gallo-römische Ruinen, wie z. B. ein Nymphäum und ein antikes Theater aus dem 2. Jahrhundert, sind Reste eines größeren Ortes während der Römerzeit.
Der Ort wird erstmals 849 als „Genestivilla“ urkundlich überliefert. Im 12. Jahrhundert wurde ein Priorat gegründet, das lange Zeit die Grundherrschaft im Ort ausübte.

## Sehenswürdigkeiten
- Ausgrabungen brachten Reste eines Tempels, eines Nymphäums, eines antiken Theaters und des Forums aus dem 2. Jahrhundert ans Tageslicht (Monument historique)[1]
- Reste eines Priorats, 11. bis 13. Jahrhundert (Monument historique)[2]
- Kirche Saint-Pierre, 14./16. Jahrhundert (Monument historique)[3]
- Friedhofskreuz (Monument historique)[4]

## Bevölkerungsentwicklung
| Jahr      | 1962 | 1968 | 1975 | 1982 | 1990 | 1999 | 2007 |
| --------- | ---- | ---- | ---- | ---- | ---- | ---- | ---- |
| Einwohner | 210  | 300  | 310  | 353  | 476  | 490  | 535  |